# Тимофеева, Марина
Марина Тимофеева (эст. Marina Timofeieva; род. 24 февраля 1984) — эстонская фигуристка. Вместе с партнером Евгением Стригановым, она является чемпионкой Эстонии 2003 и 2004 годов. Участница чемпионата мира.

## Биография
Марина Тимофеева родилась 24 февраля 1984 года в Таллине.

## Карьера
Тимофеева начала заниматься фигурным катанием в 1988 году в клубе «Яааклид» (эст. Jääklid Tallinn) в Таллине. Выступала в танцах на льду с Евгением Стригановым, который старше Марины на два года.
Их тренировала Леа Ранд, мать эстонских танцоров Кристиана и Таави Ранд.
В 1999 году Марина Тимофеева и её партнёр выступили на юниорском уровне на турнире имени Сальхова в Стокгольме, где заняли пятнадцатое место. До 2002 года они катались на юниорском уровне, ни разу не завоевав медаль на международном соревновании. В 2000 году они приняли участие на юниорском Гран-при в Гданьске, финишировав на двенадцатом месте. В следующем году на том же этапе они стали десятыми.
В общей сложности, они пять раз участвовали на чемпионатах мира по фигурному катанию среди юниоров, заняв 17-е место в 2003 году, что стало из лучшим результатом.
В 2002 году Тимофеева и Стриганов выступили на взрослом чемпионате Эстонии, завоевав серебряную медаль. В том же году они выступили на взрослом международном турнире в Оломоуце, где завоевали бронзовую медаль.
В 2003 году Тимофеева и Стриганов выиграли чемпионат Эстонии и получили право участвовать на главных стратах сезона. Они заняли 22-е место на чемпионате Европы по фигурному катанию 2003 года и 26-е место на чемпионате мира по фигурному катанию 2003 года.